# Calliandra dysantha
Calliandra dysantha är en ärtväxtart som beskrevs av George Bentham. Calliandra dysantha ingår i släktet Calliandra och familjen ärtväxter.

## Underarter
Arten delas in i följande underarter:
- C. d. dysantha
- C. d. macrocephala
- C. d. opulenta
- C. d. turbinata

## Bildgalleri

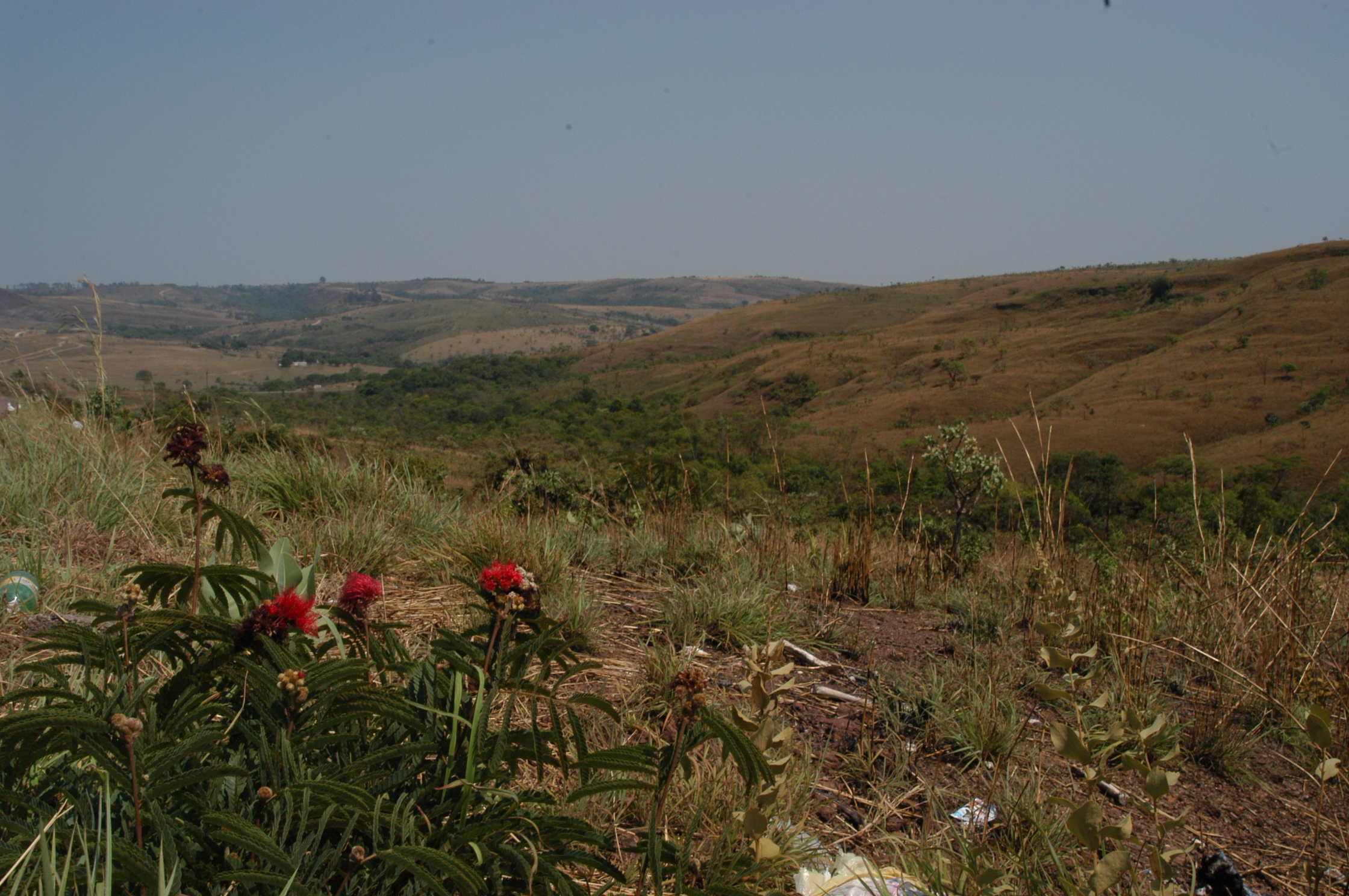
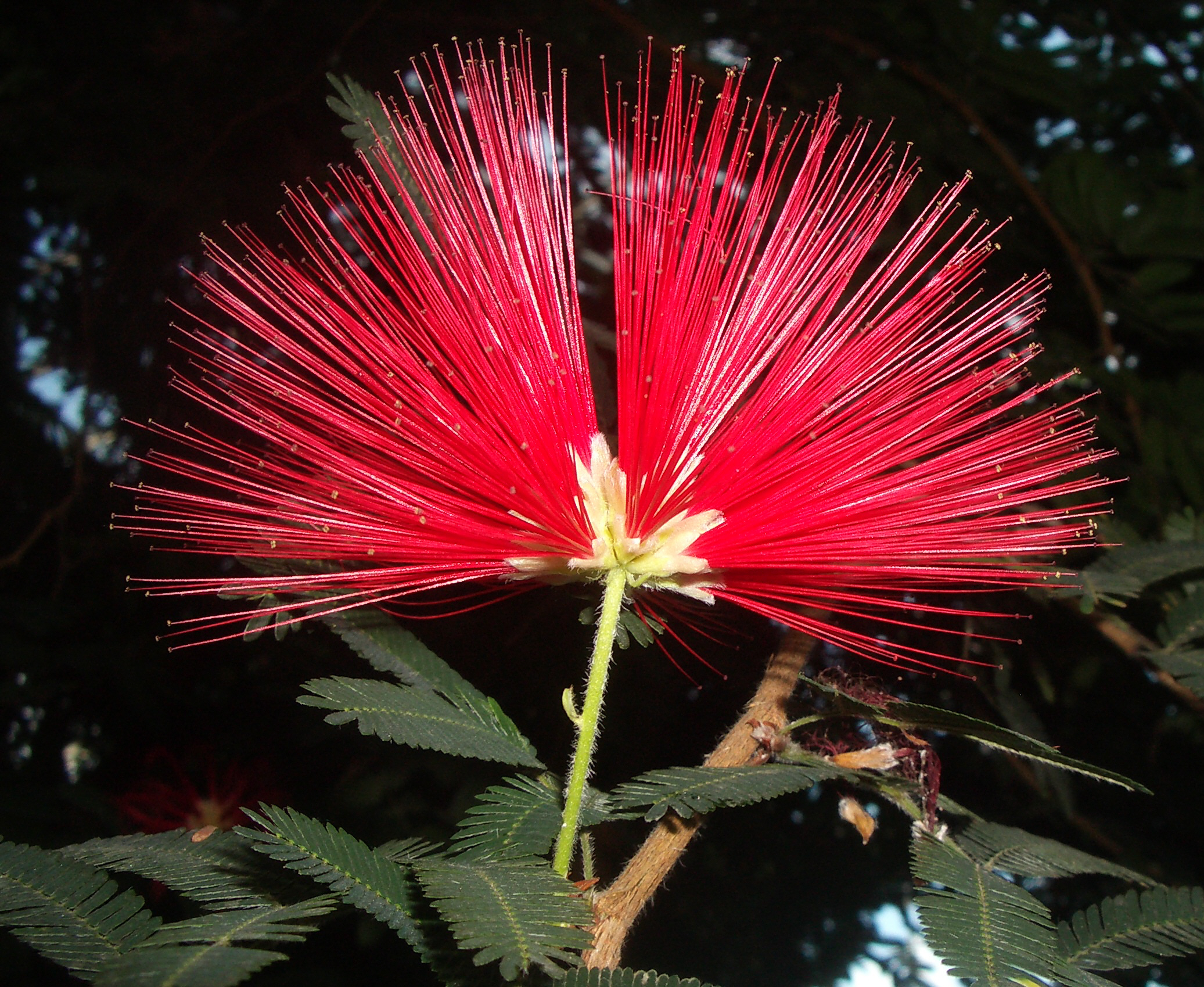